# 11月27日 (旧暦)
旧暦11月27日は旧暦11月の27日目である。六曜は先勝である。

## できごと
- 文明14年（ユリウス暦1483年1月6日） - 室町幕府と古河公方足利成氏との和議が成立して、関東地方で1455年以来続けられた内乱（享徳の乱）が終わる。
- 天文18年（ユリウス暦1549年12月15日） - 三河の松平領が今川義元の支配下となり、竹千代（後の徳川家康）が今川の人質として駿府へ出立
- 文政10年（グレゴリオ暦1828年1月13日） - 徳川家斉が、息女溶姫の嫁ぎ先の加賀前田家の敷地に御守殿門（現在の東大赤門）を建てる。
- 安政元年（グレゴリオ暦1855年1月15日） - 嘉永より安政に改元
- 明治5年（グレゴリオ暦1872年12月27日） - 太政官布達により12月分の給与未支給が通告される

## 誕生日
- 弘治元年（ユリウス暦1556年1月8日） - 上杉景勝、大名（+ 1623年）

## 忌日
- 貞応2年（ユリウス暦1223年12月20日） - 大友能直、武将（* 1172年）
- 文明13年（ユリウス暦1481年12月18日） - 一休宗純、臨済宗の僧（* 1394年）
- 享保15年（グレゴリオ暦1731年1月5日） - 徳川継友、尾張藩主（* 1692年）
- 元文2年（グレゴリオ暦1737年12月18日） - 三井高平、越後屋呉服店創業・三井高利の子（* 1653年）
- 文政12年（グレゴリオ暦1829年12月22日） - 4代目鶴屋南北、歌舞伎作者（* 1755年）